# B.B. Muñoz
Pedro Muñoz, conocido por su nombre artístico de B.B. Muñoz o Maximiliano (13 de septiembre de 1945 - 4 de junio de 2008) fue un cantante y compositor argentino.

## Biografía
Se conoce relativamente poco sobre la vida personal de este artista. Se sabe que comenzó en 1957 como baterista de diferentes conjuntos, en 1960 es contratado por Odeón para grabar con una orquesta llamada Los 7 de Oro, quienes en 1962 son contratados para tocar en España, regresando a la Argentina al año siguiente.
En 1964 es contratado por el sello Music-Hall, para el cual graba seis discos simples, con canciones como "Lo que Es amor", "Qué lindo es soñar", "Mister Edison", "Te devuelvo la medalla", "Palabra de honor", "Tormenta", "La hamaca de Juana" o "Lo más importante".
A partir de 1968 integra el dúo pop melódico Fedra y Maximiliano, con la cantante Elida Navas (llamada artísticamente Eli Salvador o Fedra), con quien graba dos LP y varios simples. El dueto se disuelve hacia 1971, y Muñoz encara una carrera como solista, aún usando el seudónimo de Maximiliano. 
En 1972 edita el disco "Maximiliano", para luego radicarse en España. En la Madre Patria publica dos álbumes: "Civilización" (RCA, 1974) y "Tiempo de reflexión" (Hispavox, 1976), mientras que un tercer trabajo, tentativamente titulado "Ensayos en Madrid" queda inconcluso e inédito.
Tras diez años de estadía en Europa B.B. regresa a la Argentina hacia 1982, grabando "Si no creo no lo veo" (RCA, 1982). A fines de ese mismo año ofrece una serie de conciertos en el Teatro Odeón de Buenos Aires, los cuales son recogidos en un álbum doble en vivo: "59 minutos de vida" Con Pier Vallona (El Gordo Pier como Managger), (Tonodisc, 1983), 1° Disco Doble Grabado en vivo.  Donde cuenta con la participación de importantes músicos invitados, como Marilina Ross, David Lebón, Miguel Cantilo, Piero y el guitarrista Héctor Starc, entre otros. Estas fueron sus últimas presentaciones en vivo dedicándose luego a Producciones Artísticas.
En el año 1986 logra reunir a Vox Dei (Ruben Basualto, Willy Quiroga y Ricardo Soule) Con teclados de Luis Valenti y Produce "La Biblia en Vivo) Realizando dos funciones únicas en el teatro opera de Bs As Grabado en vivo con el estudio móvil de "El Cielito Records" Por Gustavo Gauvri.
Luego de eso Lo convocan para realizar la producción integral del festival de Rock "La Falda 86´" En la Pcia de Córdoba Auspiciado por la secretaria de turismo de La Falda. El cual duró 3 días y convocó 15 mil personas.
En el año 1989 crea el nombre "El Cantautor" y realiza el ciclo que llevara el mismo nombre también en la ciudad de "La Falda" Córdoba. Durante enero y febrero del mismo año. Ciclo donde convocó más de 20 artistas nacionales e internacionales donde cada se presentó dos días. Su idea fue que el público conociera a su artista favorito en su intimidad. Logro que los mismos se presentaran solo con su instrumento o a 
lo sumo acompañados por un músico. Se presentaron los siguientes Artistas
Facundo Cabral, Ruben Rada, Yabor, Alejandro Lerner, Fito Páez, Lito Nebia, Nito Mestre, Eladia Blazquez y Chico Novarro, Gian Franco Pagliaro, Luis Alberto Spinetta, Juan Carlos Baglietto, Marilina Ross, 
Pedro y Pablo (Miguel Cantilo y Jorgue Durietz) entre otros.
En el año 1991 en sociedad con un amigo toman un reconocido Burlesque situado en la esquina de Nicolas Rodríguez Peña y Corrientes y lo convierten en "El laboratorio" Teatro-Concert. Dándole espacio a varios
Artistas, Ya sean Músicos, Actores, cómicos, obras infantiles, y proyección de películas de bandas tales como:
Manal (Javier Martínez y Alejandro Medina), Pajarito Zaguri. Carlos Mellino, entre otros. 
Obras de teatro como 1990 Escrita y Dirigida por Leonardo Rosenwaser, el trío cómico "La Escalera"
Películas: Escaleras al cielo (Led Zeppelin) Sgt. Pepper's Lonely Hearts Club Band
Luego de 2 años cierran el teatro y se dedica a componer canciones para otros Artista. Tal es el caso de Thalia, año 1994 disco "En Éxtasis" Tema "Te dejé la puerta abierta"
Año 1995/96 Realiza canciones para el ciclo "Reyna en Colores" Disco de Marcela Paoli con el personaje "Doña Araña" y Pablo Lena "El Gato Montes" Y crea "El CLub de Guardianes del Planeta Eco Guardian" 
Donde se realizan donaciones y se llevaron a escuelas rurales tanto en el sur del País como en el Norte.
Luego se decide a dedicarse a él mismo.
Hasta que al enterarse de su enfermedad en el año 2005 motivado por el hijo, realiza su última Obra "Después del Silencio" Disco editado por Fonocal en el año 2012
Falleció el 4 de junio de 2008, a la edad de 63 años.

## Discografía LP
Con Fedra y Maximiliano
- 1969: "Un muchacho, una muchacha"
- 1969: "Cuéntame"

Solo
- 1972: "Maximiliano"
- 1974: "Civilización"
- 1976: "Tiempo de reflexión"
- 1982: *"Si no lo creo no lo veo" - RCA VICTOR
- 1983: "59 minutos de vida", en vivo - TONODISC S.A.
- 2007: "Después del Silencio" Producción Independiente.